# Julia Pitera
Julia Teresa Pitera, née le 26 mai 1953 à Varsovie, est une femme politique polonaise, membre de la Plate-forme civique (PO).